# Вили Вили (национални парк)
Вили Вили је национални парк у Новом Јужном Велсу, Аустралија. Налази се 325 km североисточно од Сиднеја.

Парк се простире на 292,31 km². Налази се између 31°10′43″ ЈГШ, 152°29′27″ ИГД. Вил Вил је основан 4. априла 1996, и налази се под управом Националних паркова Новог Јужног Велса.